# Marian Paschke
Marian Paschke (* 15. Dezember 1954) ist ein deutscher Rechtswissenschaftler.

## Leben
Von 1974 bis 1979 studierte er Rechtswissenschaften an der FU Berlin. 1979 und 1981 legte er die juristische Examina ab. Nach der Promotion im Dezember 1982 zum Dr. jur. an der Freien Universität Berlin wurde er im Mai 1983 zum Hochschulassistenten an der Christian-Albrechts-Universität zu Kiel ernannt. Nach der Habilitation und Verleihung der venia legendi im Juli 1989 für Bürgerliches Recht, Handels- und Wirtschaftsrecht, Gewerblicher Rechtsschutz, Urheber- und Medienrecht durch die Christian-Albrechts-Universität zu Kiel vertrat er im Wintersemester 1989/1990 die C4-Professur für Bürgerliches Recht an der FU Berlin und hatte einen Lehrauftrag an der Universität Heidelberg. 1990 wurde er zum Universitätsprofessor an der Universität Heidelberg ernannt. Im Wintersemester 1991 wurde zum Universitätsprofessor an der Universität Hamburg, Lehrstuhl für Bürgerliches Recht, Handels- und Wirtschaftsrecht ernannt. Seit 1992 ist er Direktor des Seminars für Handels-, Schifffahrts- und Wirtschaftsrecht der Universität Hamburg. Seit 1996 ist er Direktor am Institut für Seerecht und Seehandelsrecht der Universität Hamburg. Im März 2005 wurde ihm die Ehrendoktorwürde (Dr. h. c.) durch die Universität Sofia verliehen.

## Schriften (Auswahl)
- Der Zusammenschlussbegriff des Fusionskontrollrechts. Zur Erweiterung des Zusammenschlussbegriffs im Referentenentwurf der fünften GWB-Novelle vom 20. Januar 1989 (= Abhandlungen aus dem gesamten Bürgerlichen Recht, Handelsrecht und Wirtschaftsrecht Heft 63). Verlag Recht und Wirtschaft, Heidelberg 1989, ISBN 3-8005-1030-8.
- Das Dauerschuldverhältnis der Wohnraummiete. Grundfragen der privatautonomen Gestaltung des Wohnraummietverhältnisses (= Schriften zum Bürgerlichen Recht Band 135). Duncker und Humblot, Berlin 1991, ISBN 3-428-07056-9 (zugleich Habilitationsschrift, Kiel 1989).
- mit Winfried Furnell: Transportrecht. Beck, München 2011, ISBN 3-406-62698-X.
- mit Rolf Stober: Deutsches und internationales Wirtschaftsrecht. Grundzüge des Wirtschaftsprivat-, Wirtschaftsverwaltungs- und Wirtschaftsstrafrechts. Kohlhammer, Stuttgart 2017, ISBN 3-17-029990-5.